# متحف هيتجينز

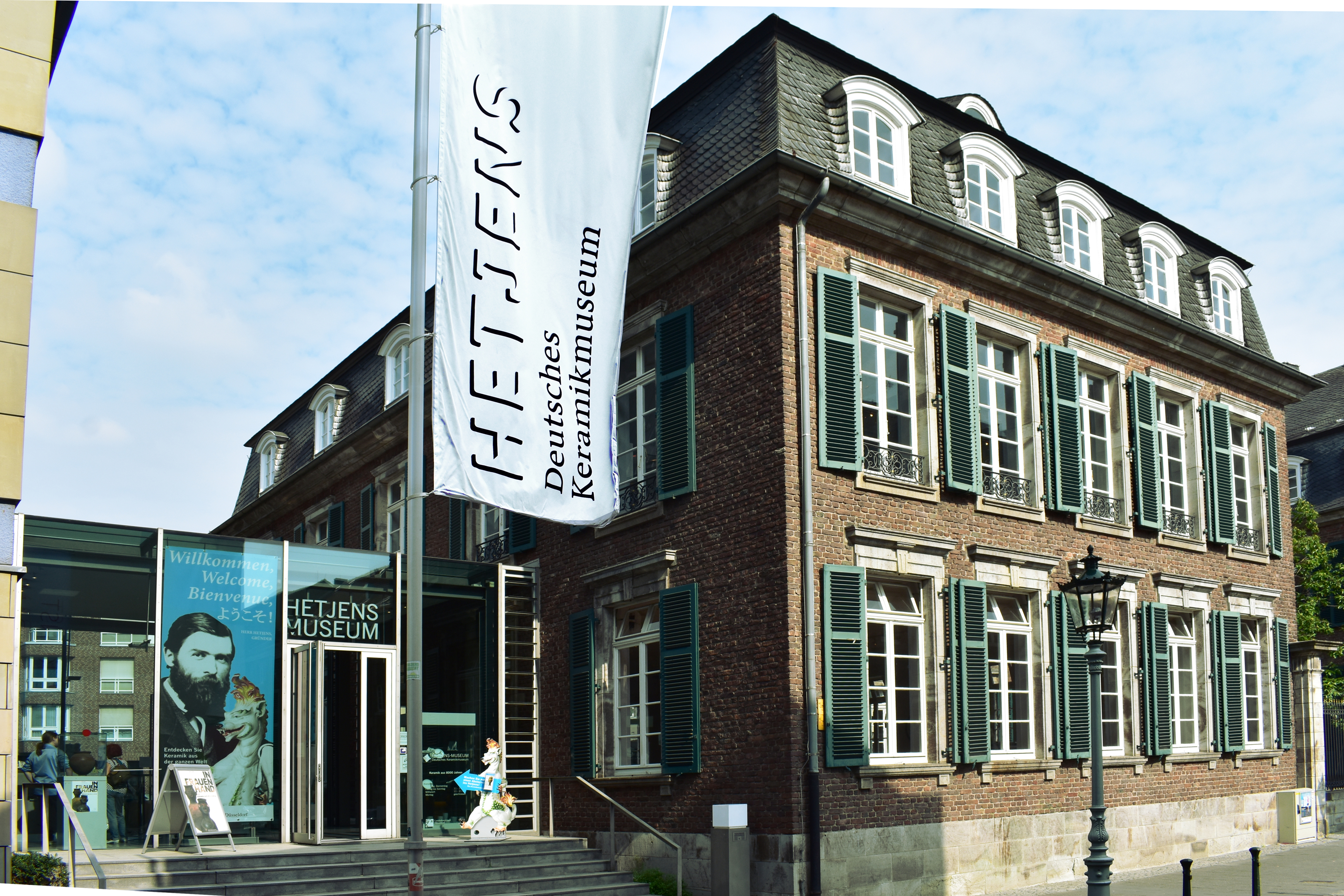
مدخل متحف هيتجينز مع قصر نيسلرود على اليمين ومبنى التوسعة على اليسار، في سبتمبر 2018

متحف هيتجينز للسيراميك الألماني هو متحف في دوسلدورف لتاريخ السيراميك ، تأسس في 9 أيار 1909. بفضل القطع الموجودة في مجموعتها والتي يصل عمرها إلى 8000 عام والتي تأتي من جميع أنحاء العالم، تعتبر المعهد الأكثر تنوعًا من نوعه ويتم تمثيلها بانتظام بالقروض في الداخل والخارج.

## التاريخ

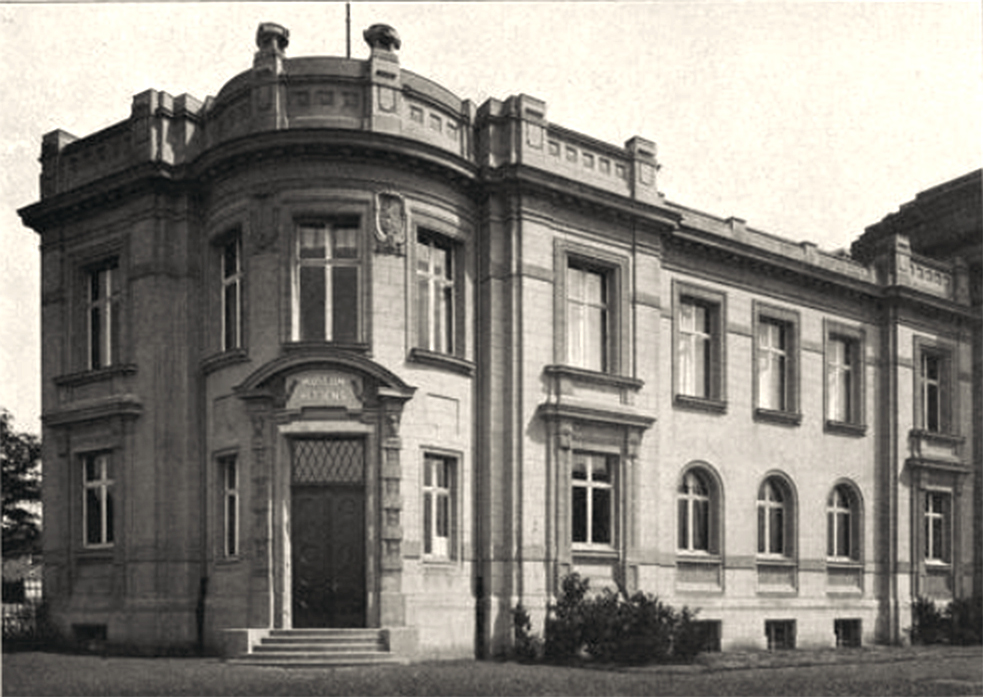
متحف هيتجينز في دوسلدروف (1908)

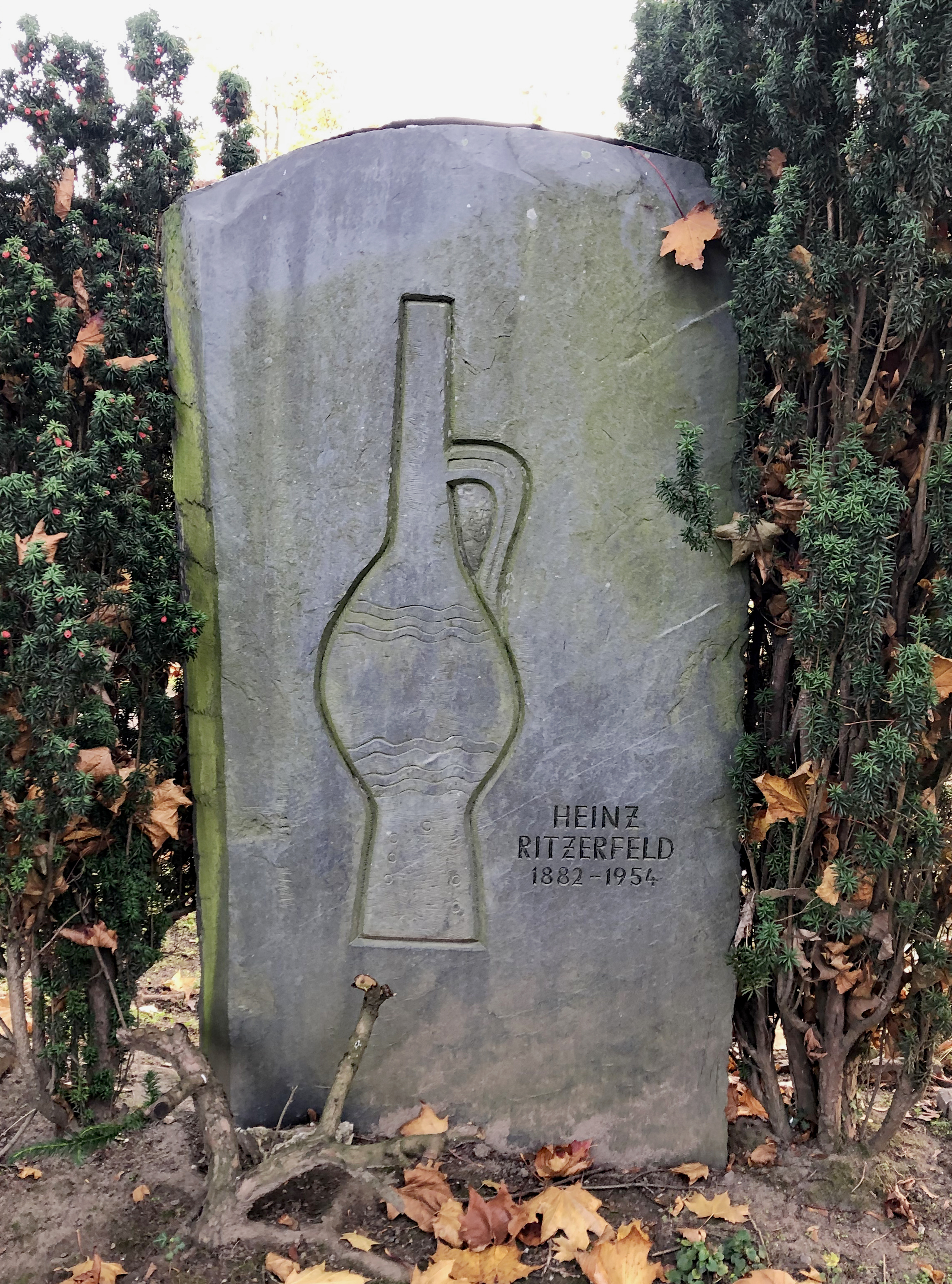
قبر هاينز ريتزرفيلد، نوردفريدهوف (2020)

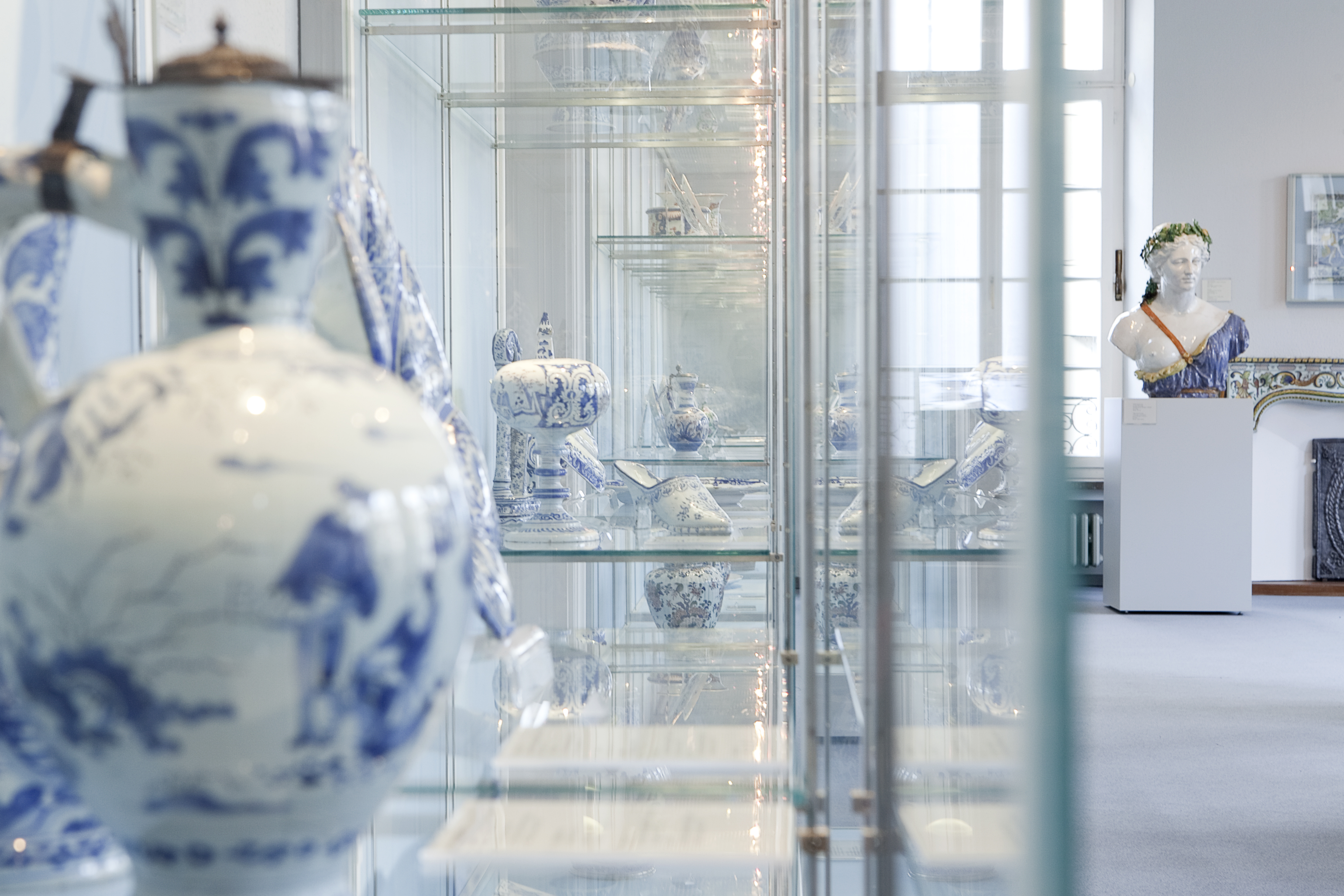
قاعة الفخار في هيتجينز (2012)

سُميي المتحف على اسم جامع دوسلدورف لورانس هاينريش هيتجينز (1830-1906)، الذي شكلت ممتلكاته الأساس للمتحف. كان هيتجينز منجدًا وصانع سرج حقق ثروته الأولى كمدير فني لمصنع زجاج في آخن. في عام 1866 تزوج من الأرملة الغنية للغاية ماريا كاثرينا رينييه، التي كانت تكبره بـ 14 عامًا، وكرس نفسه لجمع الأعمال الفنية والبحث في السنوات التالية. كان تركيزه الرئيس كجامع على الخزف الرايني من العصور القوطية وعصر النهضة والباروكية. لم يكتف بشراء الأشياء فحسب، بل شارك أيضًا في عمليات التنقيب بنفسه وتطور إلى خبير معترف به. وقد أطلق على مدينة دوسلدورف اسم الوريث الوحيد لثروته الكبيرة. وفي وصيته، اشترط تخصيص 150 ألف مارك ذهبي لبناء متحف يعرض فيه مجموعته للجمهور، ويحمل اسمه أيضًا. وقد وضع شروطًا إن لم يُستوفى هذا خلال عام واحد، بتعيين كولونيا كخليفة، وبعد ذلك تنفيذ مبنى المتحف في الطرف الشمالي لقصر المعرض الفني (عنوان متحف هيتجينز هوفجارتينوفر رقم 3 في زاوية شارع كريفيلدر، والذي أصبح اليوم ساحة فيكتوريا)  في عامي 1907/1908. 
مع تأسيس مجموعات الفن البلدية في عام 1913 وحل متحف دوسلدورف للفنون الزخرفية في عام 1926، تم نقل المقتنيات الخزفية إلى متحف هيتجينز. تم استكمال مجموعة هيتجينزمن خلال المزيد من المشتريات والتبرعات، وبسبب نقص المساحة، نُقلَت إلى قصر نيسلدور في عام 1969. وفي عام 1994، وبمناسبة الذكرى السنوية الخامسة والثمانين للمتحف، وُسع المبنى، والذي يضم أيضًا متحف دوسلدورف للأفلام . يحتوي متحف هيتجينز اليوم على 8500 متر مربع من مساحة العرض.

### التسلسل
- 1909–1953 هاينز ريتزرفيلد [3] (1882–1954)
- 1953–1978 أدالبرت كلاين [4] [3]
- 1979–1996 يواكيم نومان [3]
- 1996–2006 بيرند هاكينجوس
- 2006–2015 سالي شوني [5]
- منذ 2017 دانييلا أنتونين [6] [7]

## المجموعة

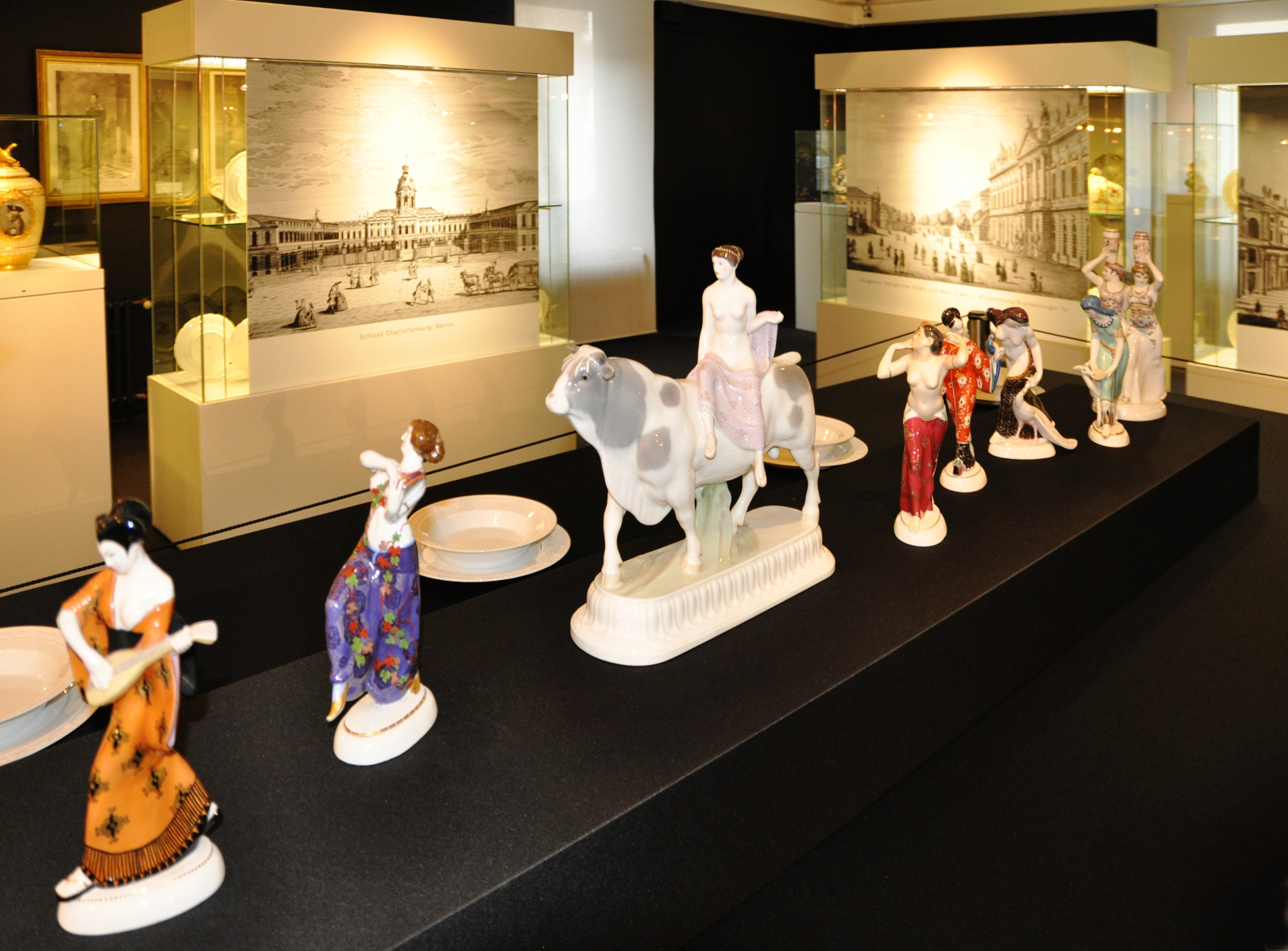
معرض في هيتجينز "الأناقة الملكية، الروعة البروسية" (2013)

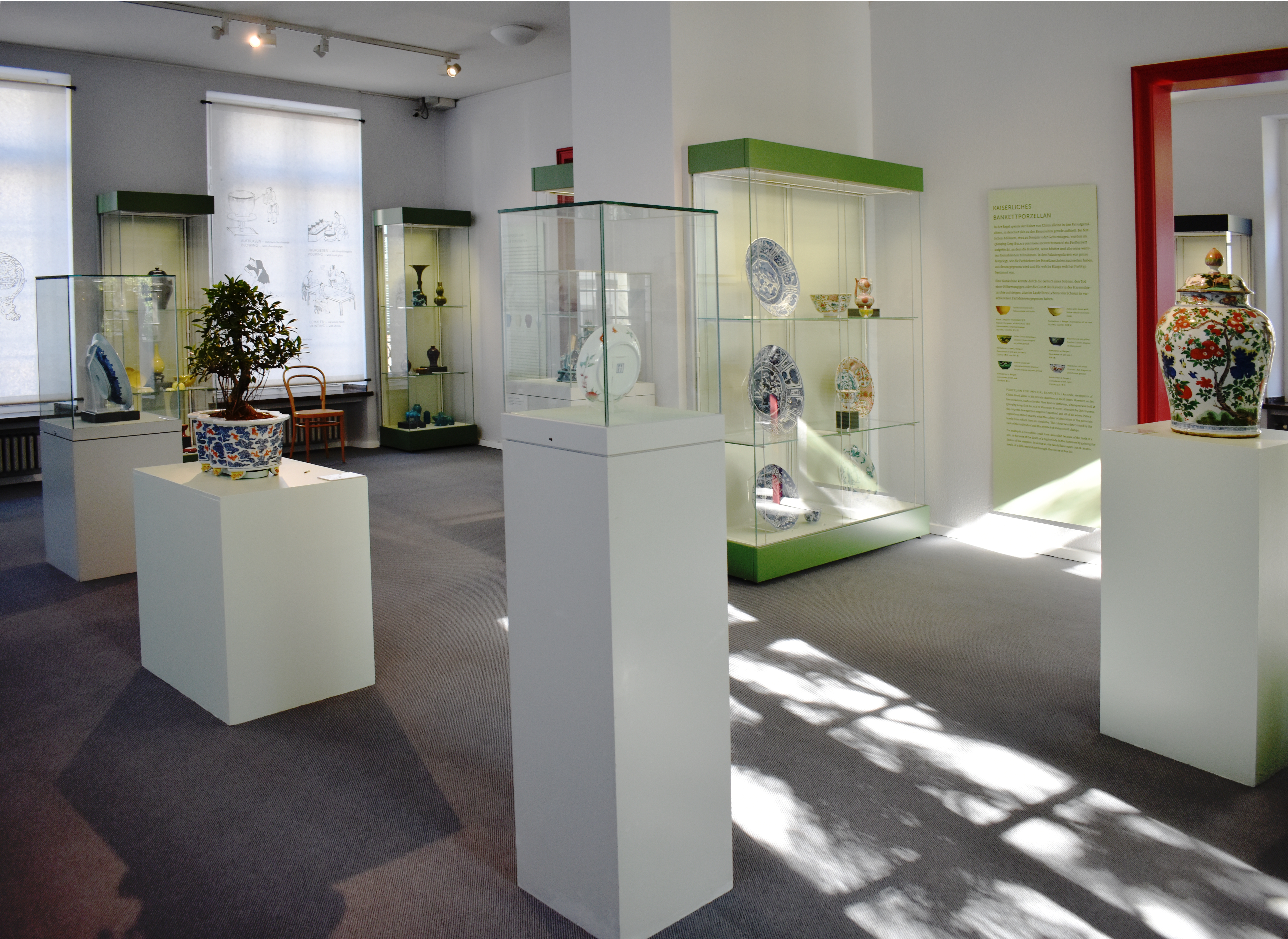
منظر للقسم الآسيوي في هيتجينز (2018)

تم توسيع المجموعة الأصلية للمؤسس لورانس هاينريش هيتجينز، والتي كانت تتكون في المقام الأول من الخزف الحجري الرايني، بشكل مطرد على مدى القرن الماضي لتشمل السيراميك من جميع القارات والفترات الإبداعية. يعرض المعرض الدائم كامل عالم السيراميك منذ عصور ما قبل التاريخ وحتى يومنا هذا. تتضمن أبرز مقتنيات المجموعة الخزف القديم وما قبل الكولومبي، وأواني الفخار النادرة، والسيراميك الإسلامي ، والخزف والماجوليكا ، والسيراميك الفني المعاصر، ومجموعة واسعة من الخزف القيم، وقسم آسيا الذي أعيد تصميمه في عام 2018. ومن بين المعروضات اللافتة للنظر بشكل خاص القبة الخزفية الإسلامية من باكستان والتي تم إعادة بنائها في غرف المتحف.

## مؤسسة الدكتور غونتر لونتزن
ترك جامع الخزف غونتر لونتزن (1929-2007) مجموعته الخاصة من الخزف الحديث إلى هيتجينز. تم عرض ما يقرب من 80 قطعة من أعمال فناني السيراميك المعاصرين الدوليين التي تم الحصول عليها بأموال المؤسسة منذ عام 2009 في معرض "السيراميك المعاصر من فونتانا إلى أوكر " حتى فبراير 2016.

## الفهرس
حسب ترتيب النشر
- أدالبرت كلاين: متحف هيتجينز. 8000 سنة من السيراميك . هيتجينز – متحف الخزف الألماني دوسلدورف 1972.
- متحف هيتجينز – متحف الخزف الألماني. دليل المجموعة هيتجينز – متحف الخزف الألماني دوسلدورف 1978.
- يواكيم ناومان: متحف هيتجنس – متحف الخزف الألماني – في دوسلدورف. في: باربل كيرخوف-هادر: صناعة الفخار. (= الكتاب السنوي للفولكلور الرايني 24)، بون 1982. ص 299-303، ISBN 3-427-88251-9 .
- أولريش بيتش ، كريستيان جاكوبسن: بورسلين مايسن المبكر . تم نشره من قبل متحف هيتجينز، دوسلدورف ومجموعة دريسدن للفنون الحكومية. هيرمر فيرلاج، ميونيخ 2004، ISBN 978-3-7774-7170-9 .
- سالي شوني: صناعة السيراميك بشغف. متحف هيتجينز في دوسلدورف وتاريخ مجموعته. رايمر فيرلاج، برلين 2009، ISBN 978-3-496-01416-4 .
- دانييلا أنطونين، دانييل سويبسمان: سحر الأجنبي. الصين واليابان وأوروبا. معرض الذكرى السنوية في متحف هيتجينز . هيتجينز – متحف الخزف الألماني دوسلدورف 2009.
- Reto Niggl: سيراميك Kähler من Naestved في الدنمارك Heike Schäfer Verlag، ميونيخ 2013، ISBN 978-3-00-043235-4 .
- ماريون رومر: تشكيل الخزف الحجري الكوني Siegburg. المجموعة في متحف هيتجينز . نونريش أسموس، ماينز 2014، ISBN 978-3-943904-69-7 .
- دانييل سويبسمان، دانييلا أنطونين: كنوز الخزف في فترة كانغشي . هيتجينز – متحف الخزف الألماني، دوسلدورف 2015.

## روابط الويب
- الموقع الرسمي لمتحف هيتجينز
- قالب:DDB